# Ken Akamatsu
Ken Akamatsu (赤松 健?, Akamatsu Ken; Prefettura di Tokyo, 5 luglio 1968) è un fumettista e politico giapponese.
Dopo aver fallito un test d'ingresso alla Todai, l'Università di Tokyo, Akamatsu decide di dedicarsi completamente al mondo dei manga.
Nel 1993 inizia la sua carriera attraverso il Comiket ed inizia a fare pratica con storie brevi, come ad esempio Hitonatsu no Kids game nel 1993, la sua prima storia originale, e My Santa nel 1997, con i quali utilizza lo pseudonimo di Awa Mizuno (水野 亜和?, Mizuno Awa).
Ancora negli anni del periodo universitario, Akamatsu riesce a vincere per ben due volte i concorsi indetti dal Weekly Shōnen Magazine.
La svolta avviene nel 1999, quando crea Love Hina, opera in 14 tankōbon, che subito diventa un titolo di successo in Giappone, arrivando a vendere più di 6 milioni di copie in tutta la nazione e vincendo il Kodansha Manga Award nella categoria shōnen nel 2000. In questa serie Akamatsu inserisce molti elementi autobiografici, come il suo fallimento nella Todai.
Terminato Love Hina nel 2001, Ken Akamatsu nel 2003 lancia Negima: Magister Negi Magi, manga che riscuote un notevole riscontro di pubblico permettendo all'opera di diventare la punta di diamante di alcune riviste di manga non monografiche come l'italiana Yatta!. La serie, conclusasi nel marzo 2012, è stata la più lunga di tutta la carriera di Akamatsu.
Dall'agosto 2013 comincia la pubblicazione di una nuova serie lunga, UQ Holder!, seguito di Negima.

## Assistenti
- Ran Ayanaga
- Magii
- MAX
- Minoru

## Opere
- Hito Natsu no Kids Game: apparso nel numero di settembre del 1993 del Magazine Fresh
- A.I. Love You: pubblicato dalla Kōdansha dal 1994 al 1997 in 9 tankōbon
- My Santa!: pubblicato nel 1998 nello Shonen Magazine
- Love Hina: pubblicato a partire dal 1999 al 2001 in 14 tankōbon, vinse anche il Kodansha Manga Award nel 2000
- Negima: pubblicato in 38 volumi, dal 2003 al 2012, sullo Shonen Magazine.
- Rikujō Bōetai Mao-chan: pubblicato dal 2003 al 2004 in 2 tankōbon su Magazine Special.
- UQ Holder!: pubblicato a partire dal 28 agosto 2013 sullo Shonen Magazine.

## Carriera e attivismo politici
Il 16 dicembre 2021, Ken Akamatsu ha annunciato che si candiderà per la Camera dei Consiglieri, la camera alta della Camera dei Rappresentanti del Giappone, come membro del Partito Liberal Democratico nelle elezioni estive del 2022 per proteggere la libertà artistica, di espressione e dei creatori in Giappone da censure, standard, regolamentazioni e influenze puritani e politicamente corretti al di fuori del Giappone (principalmente occidentali), con altri artisti giapponesi veterani intenti a seguire il suo esempio.
Il 10 luglio 2022 è stato eletto per il Partito Liberal Democratico giapponese.